# Флаг муниципального округа Чертаново Северное
Флаг муниципального округа Черта́ново Се́верное в Южном административном округе города Москвы Российской Федерации — опознавательно-правовой знак, служащий официальным символом муниципального образования.
Первоначально данный флаг был утверждён 21 сентября 2004 года как флаг муниципального образования Чертаново Северное.
Законом города Москвы от 11 апреля 2012 года № 11, муниципальное образование Чертаново Северное было преобразовано в муниципальный округ Чертаново Северное.
Решением Совета депутатов муниципального округа Чертаново Северное от 15 февраля 2017 года флаг муниципальное образование Чертаново Северное был утверждён флагом муниципального округа Чертаново Северное.
Флаг внесён в Государственный геральдический регистр Российской Федерации с присвоением регистрационного номера 11306.

## Описание
Описание флага, утверждённое 21 сентября 2004 года, гласило:
«Флаг муниципального образования Чертаново Северное представляет собой двустороннее, прямоугольное полотнище с соотношением сторон 2:3.
В центре голубого полотнища помещено изображение белого восстающего коня, держащего передними ногами жёлтый щиток с лилией натуральных цветов. Габаритные размеры изображения составляют 11/24 длины и 13/16 ширины полотнища».
Описание флага, утверждённое 15 февраля 2017 года, гласит:
«Прямоугольное двухстороннее полотнище голубого цвета с отношением ширины к длине 2:3, воспроизводящее в середине полотнища фигуры из герба муниципального округа Чертаново Северное, выполненные белым, жёлтым и зелёным цветом».
Геральдическое описание герба муниципального округа Чертаново Северное гласит:
«В лазоревом поле — серебряный восстающий конь, держащий передними ногами малый золотой щиток, обременённый садовой лилией с зелёными стеблем, листьями и серебряным цветком».

## Обоснование символики
Белый конь указывает на главную современную достопримечательность муниципального образования: конноспортивный комплекс «Битца».
Щиток с лилией символизирует историю местности и аллегорически указывает на две церкви: одну — XVII века, во имя Рождества Богородицы (не сохранившуюся); другую — в честь Державной иконы Божией Матери, построенную недавно. В конце XVIII — начале XIX века территория принадлежала императорской семье.
Поле щитка жёлтого (золотого) цвета — символ власти. Жёлтый цвет (золото) — символ высшей ценности, величия, богатства.
Голубой (лазоревый) цвет флага традиционно в русской культуре ассоциируется с образом Пресвятой Богородицы. Голубой цвет (лазурь) — символ возвышенных устремлений, искренности, преданности, возрождения.
Белый цвет (серебро) — символ чистоты, открытости, божественной мудрости, примирения.
Зелёный цвет символизирует природу, весну, здоровье, молодость и надежду.